# Biserica Sfânta Treime din Cuhureștii de Sus
Biserica Sfânta Treime din Cuhureștii de Sus este un lăcaș de cult creștin-ortodox și monument de arhitectură de importanță națională din satul Cuhureștii de Sus, raionul Florești (Republica Moldova), construit în prima jumătate a secolului al XX-lea. 
Zidirea bisericii a început în anul 1913 cu suportul financiar al nobilelor Eugenia Apostolopolo și Alexandra Pommer (născută Bogdan) și s-a finisat în anul 1930, în vremea domniei regelui Carol al II-lea. Arhitect a fost Alexei Șciusev, constructor I. Dmitrancencov, iar pictor și sculptor A. Znamițchi. 
Edificiul apare ca un edificiu accent în complexul architectural de pe moșia boierilor Bogdan, aceasta îmbinând în sine două stiluri arhitecturale: bizantin și moldovenesc. Decorul exterior al bisericii, la construcția căreia s-a folosit piatră albă și cărămidă roșie, au dat un colorit deosebit bisericii, punând accent pe contrastul cu vegetația înconjurătoare.

## Descriere
Turla bisericii are cupola „clopoțelului”, o formă răspândită în arhitectura Moldovei de peste Prut. Biserica se evidențiază printr-o întrebuințare perfectă a pietrei locale, cărămidei și oloanelor roșii, care oferă o bogăție de factură a palitrei de culori, iar formele caracteristice ale carnizelor, arcada ogivală a pridvorului, îi dau bisericii un aspect local. 
În interior, scheletul principal al naosului este format din patru acre, pe care se sprijină turla octagonală. În partea de sud și cea de nord ale naosului se găsesc două abside, care au o forma semicirculară. De ambele părți ale altarului se află două încăperi mici: proscomidiarul și diaconiconul. Pronaosul este împărțit în trei părți de doi pereți longitudinali. Din absida de sud, o scară duce în cavou, unde se află o instalație pentru încălzirea bisericii. Exteriorul pridvorului are forma unei terase dreptunghiulare închise, cu acoperișul susținut de șase coloane.
În apropierea bisericii se află o poartă cu arce, pe care se sprijină turla octagonală a clopotniței.

## Galerie de imagini

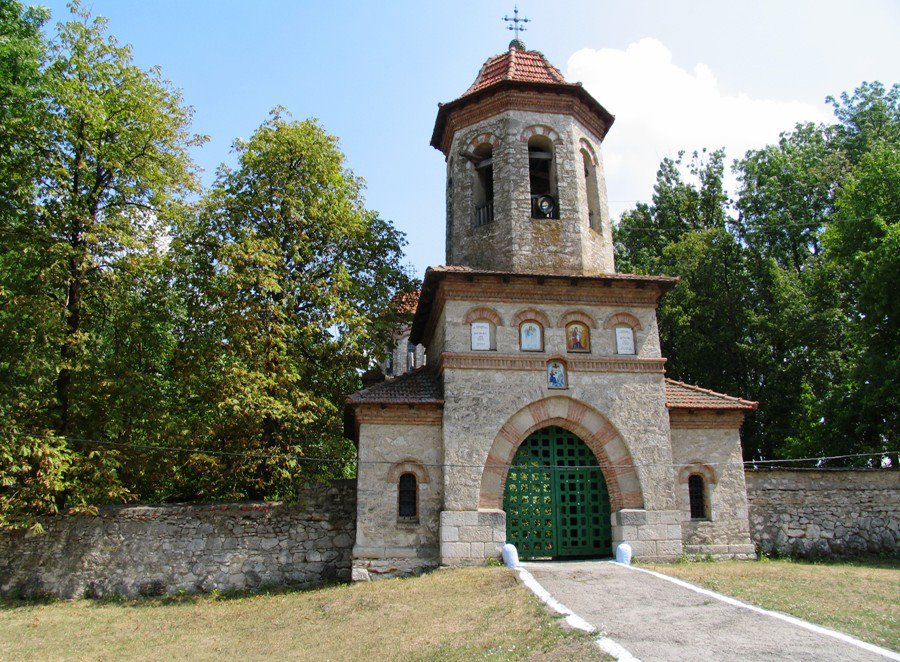
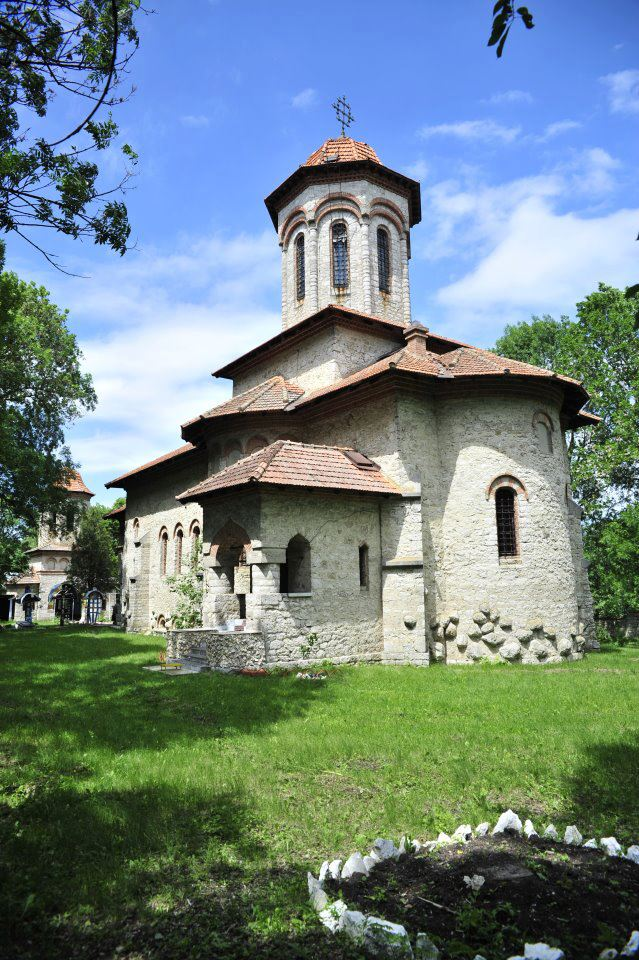

## Vezi și
- Conacul lui Ioan C. Bogdan

## Legături externe
- Bisericile vechi din Regiunea Nistrului de mijloc Arhivat în 6 mai 2021, la Wayback Machine. turism.gov.md